# Jayamkondacholapuram
Jayamkondacholapuram är en ort i Indien.   Den ligger i distriktet Ariyalur och delstaten Tamil Nadu, i den södra delen av landet, 2 000 km söder om huvudstaden New Delhi. Jayamkondacholapuram ligger 65 meter över havet och antalet invånare är 32 217.
Terrängen runt Jayamkondacholapuram är platt. Runt Jayamkondacholapuram är det tätbefolkat, med 356 invånare per kvadratkilometer. Jayamkondacholapuram är det största samhället i trakten. Trakten runt Jayamkondacholapuram består till största delen av jordbruksmark.